# هیروماسا تاناکا
هیروماسا تاناکا (انگلیسی: Hiromasa Tanaka؛ زادهٔ ۲۸ سپتامبر ۱۹۸۱) ورزشکار دو و میدانی اهل ژاپن است.